# Fingersoft
Fingersoft – финский разработчик видеоигр, базирующийся в Оулу. Fingersoft — одна из самых северных игровых студий в мире, расположенная всего в 170 км к югу от полярного круга.  Он наиболее известен мобильными играми Hill Climb Racing и Hill Climb Racing 2, которые вместе имеют более 2.5 миллиардов установок.

## История
В конце 2011 года Тони Фингеррусу будущему основателю компании встал выбор между поиском работы и открытием собственного бизнеса. Он начал разрабатывать мобильные приложения для устройств на Android, работал в одиночку и публиковал новые приложения каждые пару дней, чтобы посмотреть, взлетят ли они. Он основал Fingersoft в 2012 году вместе со своей девушкой Теему Нар, который стала генеральным директором компании. 
Фингеррос придумал название компании уже в возрасте 10 лет, когда разрабатывал свою первую игру. Эта была игра под названием Rally 94, он запускал и играл ее для тестирования на старом ноутбуке его бабушки. В феврале 2012 года он опубликовал приложение Cartoon Camera, которое позволяло пользователям редактировать свои фотографии, чтобы они выглядели как эскизы или рисунки. Приложение быстро достигло 10 миллионов загрузок. Fingersoft также опубликовала другие приложения для камеры, которые были загружены десятки миллионов раз.

## Признание
- В апреле 2014 года в финском городе Оулу, компания получила премию Finger software как начинающие предприниматели[5].
- В 2014 году Hill Climb Racing была номинирована на премию AppCampus университета Аалто как лучшее финское приложение.  После обновления приложение получило награду "Любимое приложение аудитории 2014"[6].
- В 2014 году Fingersoft вошла в список 20  быстрорастущих финских компаний и появилась в списке самых перспективных стартапов Европы, по версии медиакомпания Red Herring[7].
- В январе 2016 года китайская версия гоночной игры Hill Climb, выиграла награду в конкурсе "China Mobile" за 2015 год[6].